# Amphoe Khu Mueang
Amphoe Khu Mueang (thaï : คูเมือง) est un amphoe de la province de Buriram.